# Roop Singh
Roop Singh (Jabalpur, 8 de septiembre de 1908 - Gwalior, 16 de diciembre de 1977) fue un jugador de hockey sobre hierba indio. Desde el año 1928 hasta 1936 participó en 2 Juegos Olímpicos,  consiguiendo en ambas la Medalla de oro. De hecho, en los Juegos Olímpicos de Los Ángeles 1932 marcó tres goles a Japón y diez goles a la anfitriona.
Singh era el hermano pequeño de Dhyan Chand, con quien ganó la medalla de oro en dos Juegos Olímpicos. Sus hijos Bhagat Singh y su nieto Uday Singh también fueron jugadores de hockey hierba. 